# Alois Frajt
A.R.D. Alois Frajt (někde uváděn i Frait) (19. září 1909 Slavičín – 28. července 1978 Pozlovice) byl český římskokatolický kněz působící v litoměřické diecézi, vězeň nacistického koncentračního tábora v Dachau. Je uveden v Seznamu českých katolických kněží a řeholníků perzekvovaných nacistickým režimem.

## Život

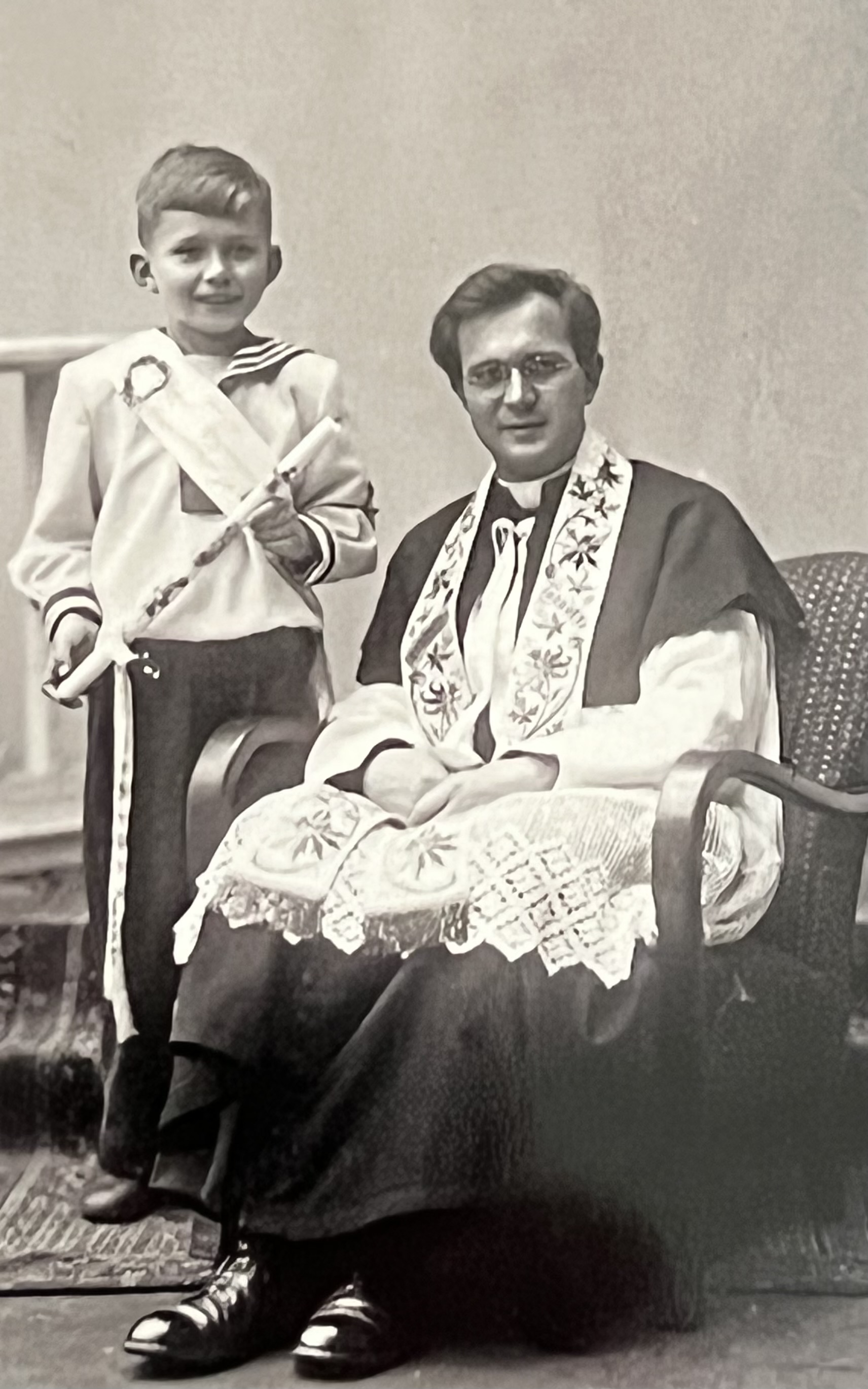
Alois Frajt v r. 1950

Na jáhna byl vysvěcen 27. května 1934 v Libochovicích a na kněze byl vysvěcen 24. června 1934 v katedrále sv. Štěpána v Litoměřicích. V letech 1935-1938 byl dočasným duchovním správcem (administrator intercalaris) v Terezíně, a v této činnosti pokračoval, po asi ročním přerušení, od roku 1939. Duchovním správcem terezínské farnosti byl i v době svého zatčení německými okupačními orgány. Důvodem k zatčení bylo to, že Frajt vymohl, aby se uvězněným těhotným ženám a matkám s malými dětmi jedenkrát týdně do tábora dodávaly dvě konve s mlékem. Konve však byly opatřeny dvojitým dnem a v nich byly do tábora pašovány léky a zpět dopisy. Záležitost se však prozradila a Frajt jakožto strůjce akce byl zatčen. Nejprve byl uvězněn na Pankráci od 30. září 1940, od 23. října 1940 do 31. prosince 1940 v Malé pevnosti v Terezíně. Dále následovala opět věznice Pankrác a od 18. září 1942 koncentrační tábor v Dachau. Příčina zatčení zněla: „Ohrožuje svojí činností stálost velkoněmecké Říše zneužíváním zpovědi ke špionáži“. Z Dachau byl osvobozen až na konci války. V roce 1945 se stal, jako terezínský farář, jedním ze signatářů Manifestu kněží z 2. června 1945 – prohlášení duchovních, kteří se vrátili po skončení druhé světové války z vězení a koncentračních táborů. Manifest z roku 1945 byl určen celému národu. Od 1. června 1945 byl ustanoven do duchovní správy farnosti – děkanství u Všech svatých v Litoměřicích a excurrendo spravoval: Blíževedly (srpen 1946 – 1. září 1948), Kravaře (1. července 1946 – 1. září 1948), Křešice (1. října 1946 – 1. září 1952), Terezín (15. února 1947 – 1. září 1952), Zahořany (25. března 1946 – 1. května 1953), Zubrnice (okolo 1945 – 1. května 1953) a Žitenice (31. srpna 1946 – 1. října 1948). Od 1. května 1953 do 31. března 1955 byl administrátorem ve Cvikově. Spravoval k tomu navíc excurrendo farnosti v Kunraticích u Cvikova a Krompachu, a vypomáhal v Mařenicích. Poté od března 1955 začal působit ve farnosti Brtníky, kde byl až do 14. března 1965. Od 1. 5. 1957 spravoval mj. také farnost Království. Od 15. března 1965 byl duchovním správcem ve farnosti – arciděkanství Liberec a stal se okrskovým vikářem libereckého vikariátu. Františkáni, kteří působili tehdy v libereckých kostelích jej obvykle nazývali „starý pan vikář“. Frajt měl i dobré vztahy s chrastavskými františkány a je známé, že dovedl pro ně v komunistické totalitě něco udělat. Například v Rochlicích existuje záznam: „Vikář Frajt opil církevního tajemníka a vymámil z něj pro nás (františkány) souhlas“. V Liberci na arciděkanství působil až do 30. září 1974. Závěr života prožil jako administrátor v Pozlovicích, kde také zemřel. Poslední rozloučení s ním proběhlo v tamním kostele sv. Martina a 5. srpna 1978 byl pohřben v rodném Slavičíně.